# 索尔雅尼

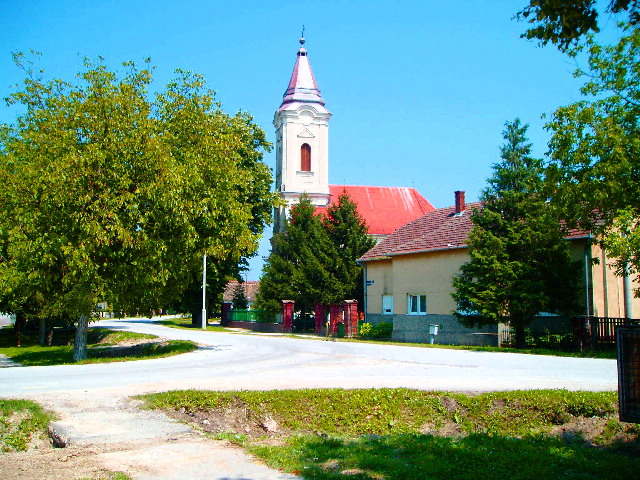
索尔雅尼

索尔雅尼（Soljani）是一个克罗地亚Vukovar-Srijem郡的小村庄。它位于该县南部Županja市的Posavina区。从索尔雅尼延伸出的主要道路通往三个方向：Vrbanja（向北），Drenovci（向西）和Strošinci（东南）。索尔雅尼的名称是由英语单词“salt”（克罗地亚语：“sol”）演变而来的。此名称从1326年开始第一次被使用。索尔雅尼的人口为1554人（2001年）。

## 地理位置
它位于Županja东南25公里，Brčko以东18公里处。

## 相关链接
- 索尔雅尼

44°57′01″N 18°58′13″E / 44.95028°N 18.97028°E